# Ramón Zabalo
Ramón de Zabalo Zubiaurre (South Shields, Anglia, 1910. június 10. – Viladecans, 1967. január 2.) spanyol labdarúgóhátvéd.